# Tarachodes thomseni
Tarachodes thomseni es una especie de mantis de la familia Tarachodidae.

## Distribución geográfica
Se encuentra en Namibia.